# تجمع مرخية (رماة)

تعديل مصدري - تعديل

تجمع مرخية هي إحدى قرى عزلة رماة بمديرية رماة التابعة لمحافظة حضرموت، بلغ تعداد سكانها 103 نسمة حسب تعداد اليمن لعام 2004.